# 埼玉県道154号蓮田杉戸線

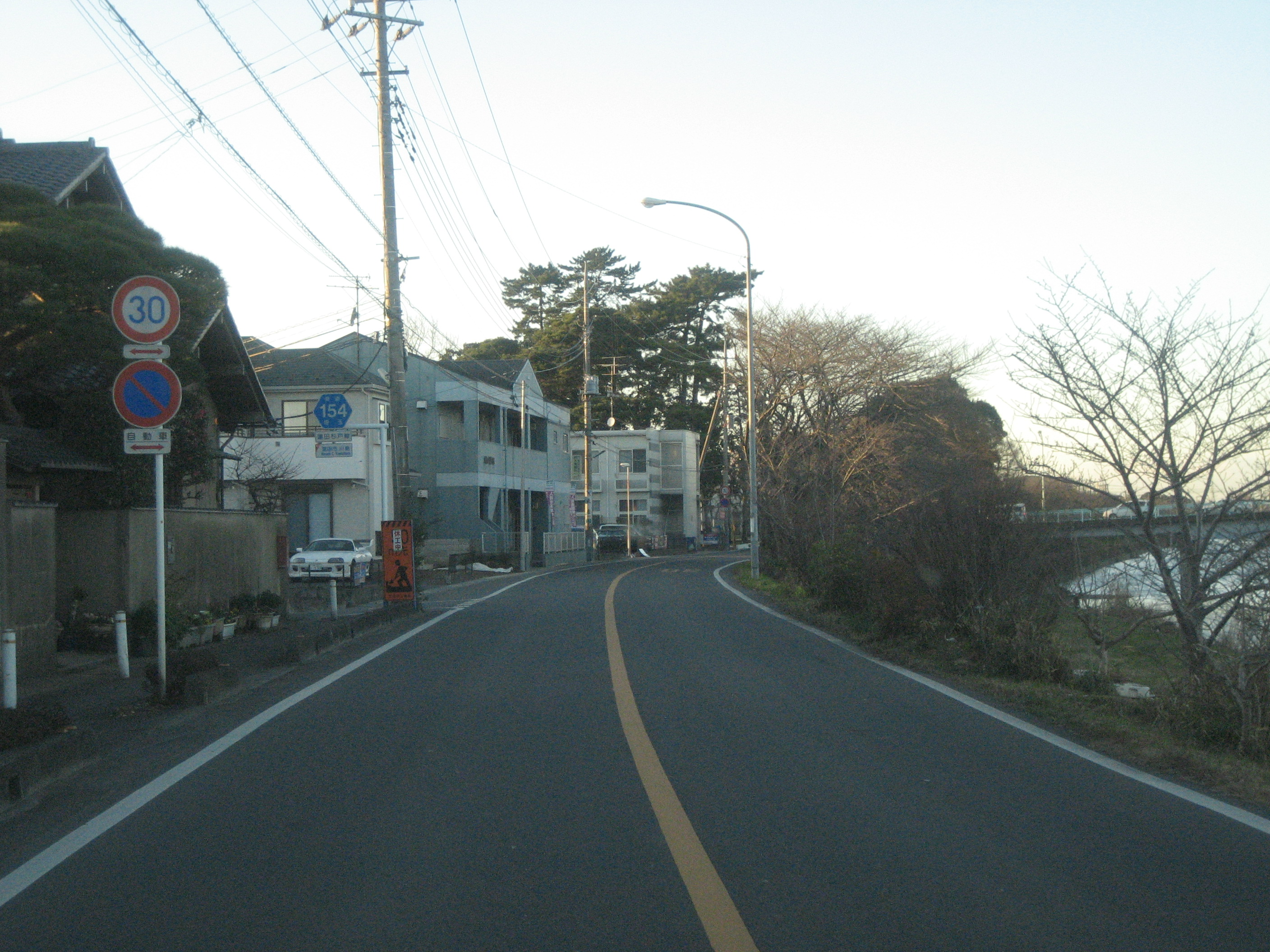
蓮田市川島付近

埼玉県道154号蓮田杉戸線（さいたまけんどう154ごう はすだすぎとせん）は、埼玉県蓮田市から同県北葛飾郡杉戸町に至る都道府県道である。

## 概要
埼玉県蓮田市の久台交差点を起点とし、さいたま市岩槻区、白岡市、南埼玉郡宮代町を経て、北葛飾郡杉戸町の「清地交差点」に至る。
「中島交差点」（南埼玉郡宮代町）から「清地交差点」（北葛飾郡杉戸町）の区間は、大型自動車・大型特殊自動車通行禁止の規制がある。
国道122号蓮田岩槻バイパスの全通および都市計画道路蓮田駅東口黒浜線の開通に伴い、起点付近の道路の付け替えが行われた（以前の路線は、前述するバイパスにより分断されている）。後に埼玉県道311号蓮田鴻巣線の区域変更により、起点が「久台交差点」となっている。

## 路線データ
- 起点：蓮田市東（国道122号交差点）
- 終点：北葛飾郡杉戸町清地（国道4号交差点）
- 総距離：8,031m（うちさいたま市管理分313m）

## 地理

### 通過する自治体
- 埼玉県
  - 蓮田市 - さいたま市（岩槻区） - 白岡市 - 南埼玉郡宮代町 - 北葛飾郡杉戸町

### 接続・交差する道路
| 交差する道路                                | 交差する道路                  | 交差点名       | 所在地            | 所在地 |
| ------------------------------------------- | ----------------------------- | -------------- | ----------------- | ------ |
| 埼玉県道311号蓮田鴻巣線 蓮田駅方面          |                               |                |                   |        |
| 国道122号（蓮田岩槻バイパス）               | 国道122号（蓮田岩槻バイパス） | 久台           | 蓮田市            | 東     |
| 埼玉県道162号蓮田白岡久喜線                 | -                             | 黒浜南小学校南 | 蓮田市            | 黒浜   |
| 埼玉県道65号さいたま幸手線                  | 埼玉県道65号さいたま幸手線    | 鹿室           | さいたま市 岩槻区 | 鹿室   |
| 埼玉県道78号春日部菖蒲線                    | 埼玉県道78号春日部菖蒲線      | 岡泉           | 白岡市            | 岡泉   |
| 埼玉県道85号春日部久喜線                    |                               | 山崎           | 南埼玉郡 宮代町   | 山崎   |
|                                             | 埼玉県道85号春日部久喜線      | 中島           | 南埼玉郡 宮代町   | 中島   |
| 埼玉県道373号堤根杉戸線                     | 埼玉県道373号堤根杉戸線       | 清地二丁目     | 北葛飾郡 杉戸町   | 清地   |
| 国道4号                                     | 国道4号                       | 清地           | 北葛飾郡 杉戸町   | 清地   |
| 埼玉県道183号次木杉戸線 国道4号バイパス方面 |                               |                |                   |        |

### 重複
- 埼玉県道65号さいたま幸手線（鹿室交差点 - 岡泉交差点）
- 埼玉県道78号春日部菖蒲線（岡泉交差点 - 太田新井）
- 埼玉県道85号春日部久喜線（山崎交差点 - 中島交差点）

### 交差する高速道路と鉄道と河川
- 東北自動車道（蓮田市）
- 元荒川「なかよし橋」（蓮田市）
- 黒沼用水「高台橋」（白岡市）
- 隼人堀川「海老島橋」（白岡市）
- 姫宮落川「道仏橋」（南埼玉郡宮代町）
- 東武スカイツリーライン「みやしろ地下道」（南埼玉郡宮代町）
- 大落古利根川「清地橋」（北葛飾郡杉戸町）

### 沿線の主な施設
| 施設                     | 所在地         |
| ------------------------ | -------------- |
| JR蓮田駅                 | 蓮田市         |
| MEGAドン・キホーテ蓮田店 | 蓮田市         |
| 蓮田市立黒浜南小学校     | 蓮田市         |
| 蓮田市立黒浜小学校       | 蓮田市         |
| 蓮田市立黒浜中学校       | 蓮田市         |
| 国立病院機構東埼玉病院   | 蓮田市         |
| はらっパーク宮代         | 南埼玉郡宮代町 |
| 杉戸町役場               | 北葛飾郡杉戸町 |

## ギャラリー

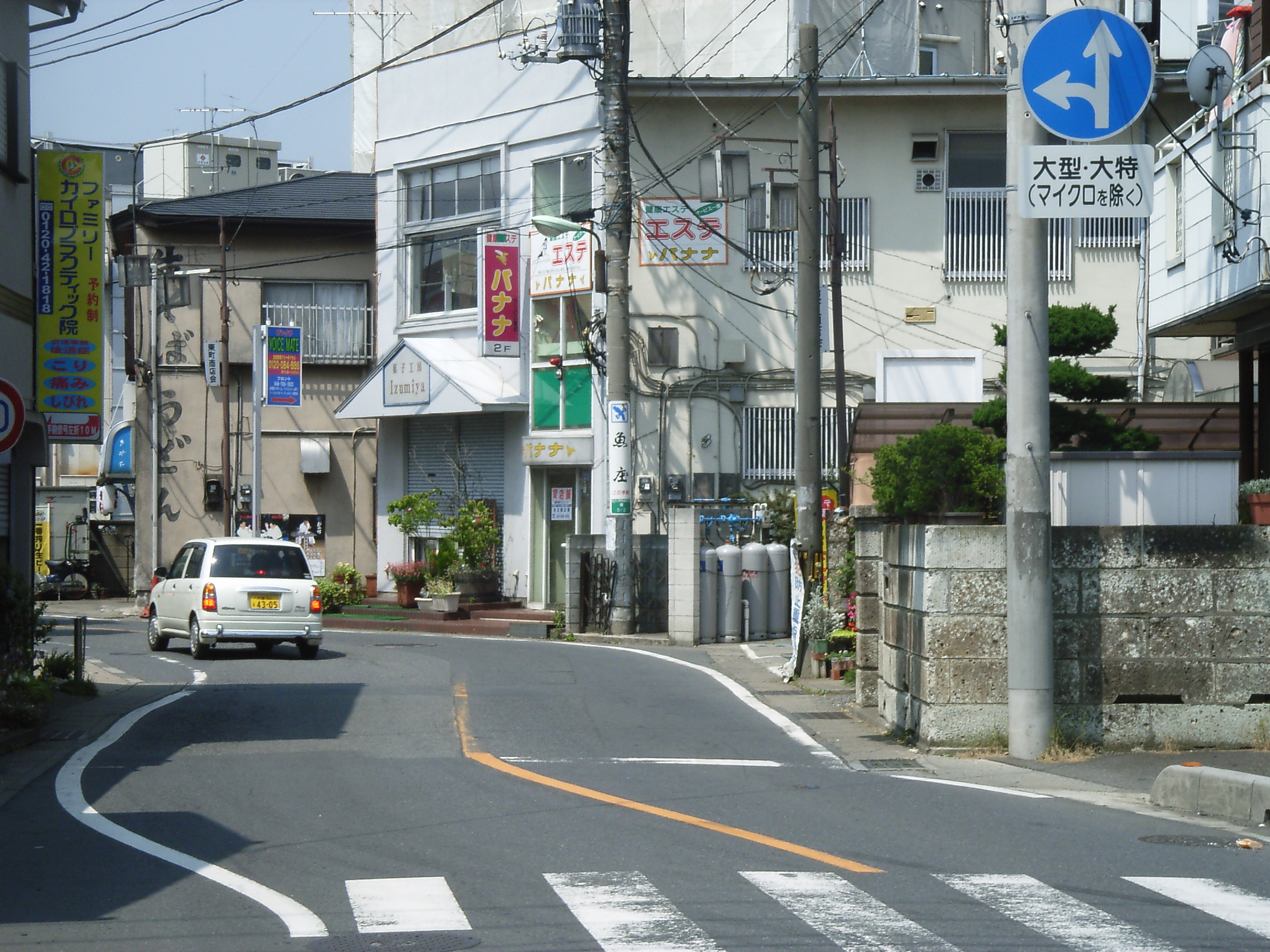
旧道の起点から（蓮田市、2005年6月）
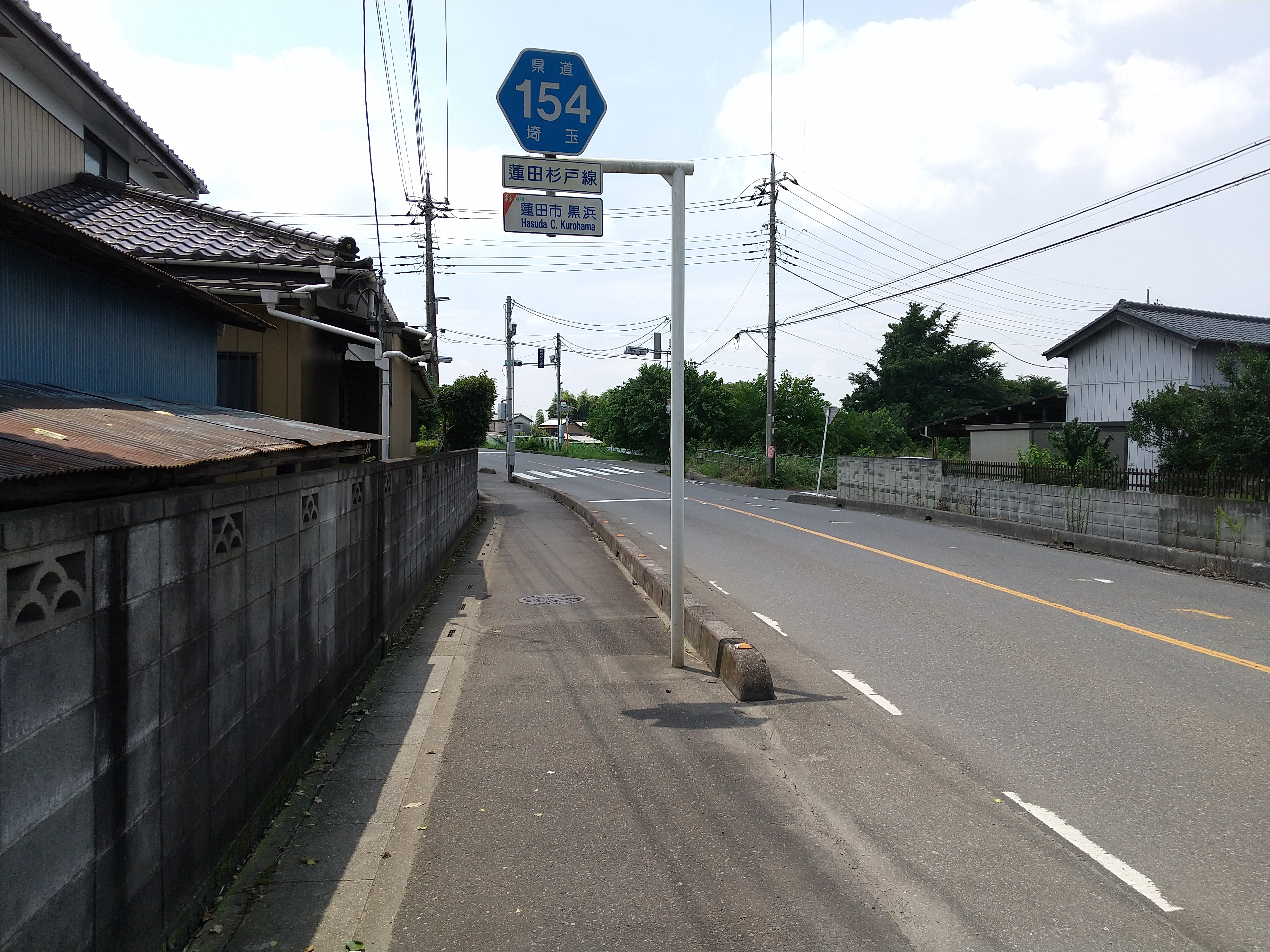
蓮田市黒浜付近（2020年8月）
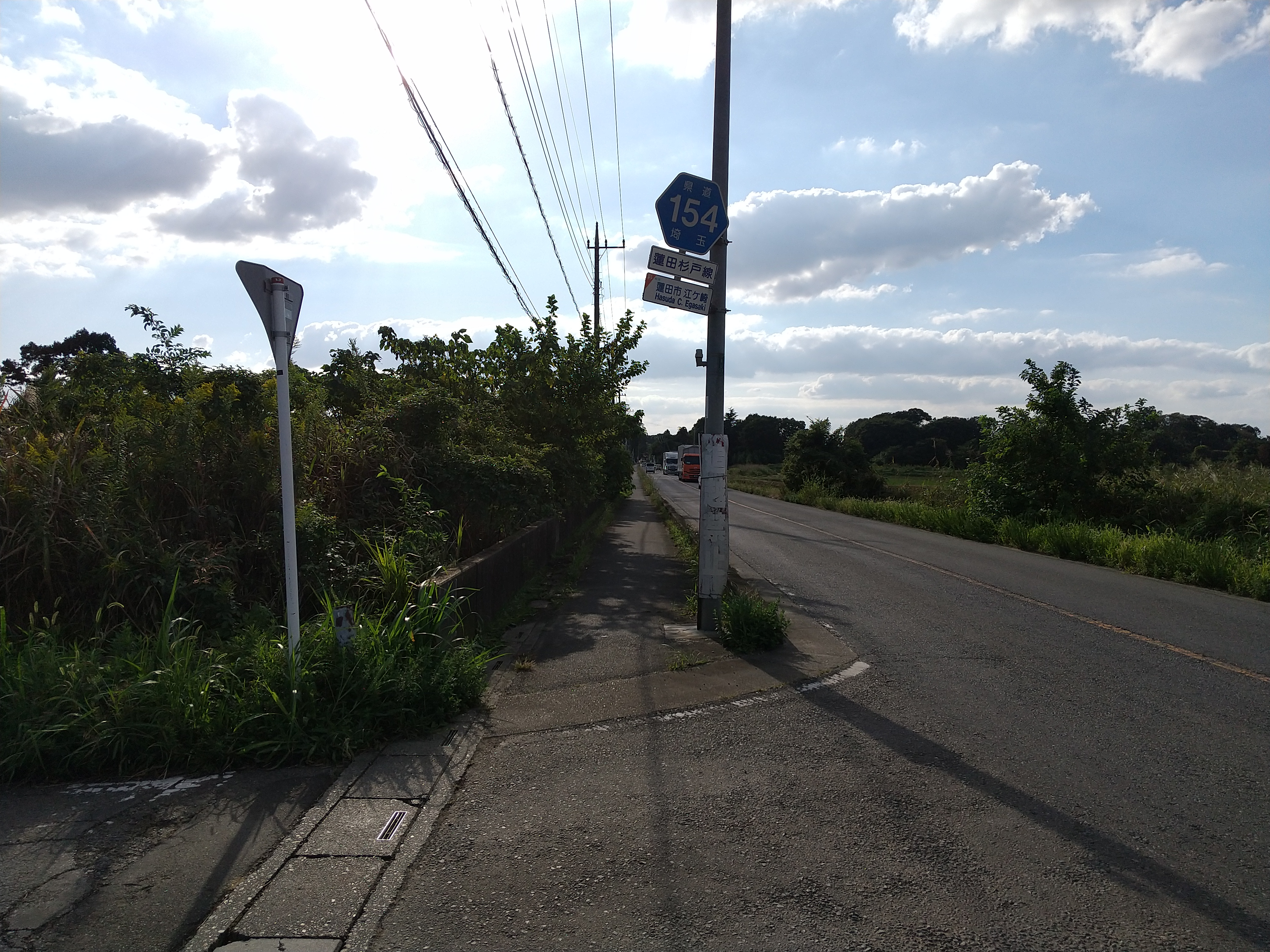
蓮田市江ヶ崎付近（2020年10月）